# サブリナ・ブライアン
サブリナ・ブライアン（Sabrina Bryan、1984年9月16日 - ）は、アメリカ合衆国の女優、声優。

## 出演作品
- スイチュー! フレンズ
- チーター・ガールズ